# 陈乃武
陈乃武（1965年—），福建平潭人，汉族，中华人民共和国政治人物、第十二届全国人民代表大会福建地区代表。
毕业于华东交通大学工业与民用建筑专业。加入中国共产党。2013年，担任全国人大代表。